# RZ Близнецов
RZ Близнецов (лат. RZ Geminorum), HD 250642 — двойная звезда в созвездии Близнецов на расстоянии приблизительно 6364 световых лет (около 1952 парсеков) от Солнца. Видимая звёздная величина звезды — от +10,46m до +9,49m. Возраст звезды определён как около 113 млн лет.

## Характеристики
Первый компонент — жёлтая пульсирующая переменная звезда, классическая цефеида (DCEP) спектрального класса F5-F9, или F5, или G5. Масса — около 6,352 солнечных, радиус — около 67,717 солнечных, светимость — около 1424,3 солнечных. Эффективная температура — около 5750 К.
Второй компонент — красно-оранжевый карлик спектрального класса M-K. Масса — около 560,71 юпитерианских (0,5353 солнечных). Удалён в среднем на 2,77 а.е..